# Astragalus semideserti
Astragalus semideserti är en ärtväxtart som beskrevs av Nikolai Fedorovich Gontscharow. Astragalus semideserti ingår i släktet vedlar, och familjen ärtväxter. Inga underarter finns listade i Catalogue of Life.